# Dag van de betaalde liefde
Op 15 februari vindt in Nederland de Dag van de betaalde liefde plaats. Deze dag werd in 2016 in het leven geroepen door de landelijke belangenvereniging van sekswerkers PROUD precies een jaar na hun oprichting. Met een nationale dag, die niet toevallig direct na Valentijnsdag valt, wilde PROUD meer positieve aandacht voor sekswerk en sekswerkers in Nederland genereren.

## Geschiedenis
In de eerste paar jaar organiseerde PROUD een bus die door het land tourde waarbij in diverse steden optredens en activiteiten plaatsvonden op straat om een breed publiek en lokale media te bereiken. In 2018 was een van de publieksactiviteiten het schrijven van een liefdesbrief 'aan je favoriete sekswerker'. Alhoewel de vereniging PROUD zelf niet meer actief is, blijven andere organisaties de dag vieren met activiteiten voor of over sekswerk en sekswerkers.

## Reacties
Diverse organisaties en academici betuigden in verschillende jaren hun steun voor het initiatief van PROUD, waaronder het platform voor medische studenten IFMSA-NL en Prof. dr. Janine Janssen van de Open Universiteit. Vanuit België werd in 2018 door de sekswerkerorganisatie UTSOPI en de hulpverleningsorganisatie GHAPRO enthousiast gereageerd op dit initiatief om het stigma tegen sekswerkers tegen te gaan. Het Europese netwerk van sekswerkers, European Sex Workers Alliance (ESWA), heeft de dag in 2023 aangegrepen om een video te publiceren waarin sekswerkers in de regio vertellen over hun ervaringen in hun werk en met relaties. In 2024 gaf Boomerang aandacht aan de dag via een eigen ansichtkaart met de tekst 'Op sommige dagen heb je wat extra liefde nodig'.
In reactie op de Dag van de betaalde liefde publiceerde de Evangelische Omroep (EO) een interview met Frits Rouvoet om de schaduwzijden van sekswerk onder de aandacht te brengen.